# Tennis de table aux Jeux méditerranéens
Les compétitions de tennis de table font partie du programme des Jeux méditerranéens depuis l'édition 1979.

## Éditions
Le tennis de table apparaît pour la première fois en 1979 mais ne revient pas lors de l'édition suivante mais seulement à partir de 1987.
Le tournoi par équipe n'a lieu que lors de l'édition 1979 avant de réapparaître en 2013, en remplacement du tournoi double qui se tient de 1979 à 2009.
| Année | Édition | Ville/région hôte    | Pays        |
| ----- | ------- | -------------------- | ----------- |
| 1979  | VIIIe   | Split                | Yougoslavie |
| 1987  | Xe      | Lattaquié            | Syrie       |
| 1991  | XIe     | Athènes              | Grèce       |
| 1993  | XIIe    | Languedoc-Roussillon | France      |
| 1997  | XIIIe   | Bari                 | Italie      |
| 2001  | XIVe    | Tunis                | Tunisie     |
| 2005  | XVe     | Almería              | Espagne     |
| 2009  | XVIe    | Pescara              | Italie      |
| 2013  | XVIIe   | Mersin               | Turquie     |
| 2018  | XVIIIe  | Tarragone            | Espagne     |
| 2022  | XIXe    | Oran                 | Algérie     |

| Tableaux         | 1979 | 1987 | 1991 | 1993 | 1997 | 2001 | 2005 | 2009 | 2013 | 2018 | 2022 |
| ---------------- | ---- | ---- | ---- | ---- | ---- | ---- | ---- | ---- | ---- | ---- | ---- |
| Simple messieurs | •    | •    | •    | •    | •    | •    | •    | •    | •    | •    | •    |
| Double messieurs | •    | •    | •    | •    | •    | •    | •    | •    |      |      |      |
| Equipe messieurs | •    |      |      |      |      |      |      |      | •    | •    | •    |
| Simple dames     | •    | •    | •    | •    | •    | •    | •    | •    | •    | •    | •    |
| Double dames     | •    | •    | •    | •    | •    | •    | •    | •    |      |      |      |
| Equipe dames     | •    |      |      |      |      |      |      |      | •    | •    | •    |
| Double mixte     | •    | •    |      |      |      |      |      |      |      |      |      |

Ce tournoi est à différencier des championnats méditerranéens de tennis de table qui ont lieu de 1968 à 1983.

## Résultats[2]

### Simple
| Année | Simple messieurs     | Simple messieurs     | Simple messieurs |                        | Simple dames           | Simple dames        | Simple dames |
| Année | Or                   | Argent               | Bronze           | Or                     | Argent                 | Bronze              |              |
| ----- | -------------------- | -------------------- | ---------------- | ---------------------- | ---------------------- | ------------------- | ------------ |
| 1979  | Dragutin Šurbek      | Jacques Secrétin     | Yougoslavie      | Yougoslavie            | Yougoslavie            | Yougoslavie         |              |
| 1987  | Yougoslavie          | Italie               | Yougoslavie      | Xiaoming Wang          | Yougoslavie            | Espagne             |              |
| 1991  | Jean-Philippe Gatien | Kallinikos Kreanga   | Zoran Primorac   | Jasna Fazlic           | Xiaoming Wang          | Gordana Perkucin    |              |
| 1993  | Jean-Philippe Gatien | Zoran Primorac       | Patrick Chila    | Italie                 | Italie                 | Emmanuelle Coubat   |              |
| 1997  | Kallinikos Kreanga   | Zoran Primorac       | Slobodan Grujic  | Flioura Abbate Bulatov | Tamara Boros           | Annie Boileau       |              |
| 2001  | Damien Eloi          | Bojan Tokic          | Slobodan Grujic  | Tamara Boros           | Alessia Arisi          | Anne-Sophie Gourin  |              |
| 2005  | Yang Min             | Roko Tosic           | Slobodan Grujic  | Tamara Boros           | Wenling Tan Monfardini | Nikoleta Stefanova  |              |
| 2009  | Panagiotis Gionis    | Andrej Gaćina        | Carlos Machado   | Melek Hu               | Li Xue                 | Aikaterini Ntoulaki |              |
| 2013  | Omar Assar           | Bora Vang            | Ahmet Li         | Melek Hu               | Sara Ramírez           | Shen Yanfei         |              |
| 2018  | Darko Jorgić         | Jesus Cantero Juncal | Ibrahim Gunduz   | Dina Meshref           | Xiaoxin Yang           | Galia Dvorak        |              |
| 2022  | Álvaro Robles        | Omar Assar           | João Geraldo     | Xiaoxin Yang           | Shao Jieni             | María Xiao          |              |

### Double
| Année | Double messieurs                       | Double messieurs                       | Double messieurs              |                                  | Double dames                      | Double dames                       | Double dames |
| Année | Or                                     | Argent                                 | Bronze                        | Or                               | Argent                            | Bronze                             |              |
| ----- | -------------------------------------- | -------------------------------------- | ----------------------------- | -------------------------------- | --------------------------------- | ---------------------------------- | ------------ |
| 1979  | Jacques Secrétin Patrick Birocheau     | Yougoslavie                            | Yougoslavie                   | Yougoslavie                      | Claude Bergeret Nadine Daviaud    | Yougoslavie                        |              |
| 1987  | Yougoslavie                            | France                                 | Italie                        | France                           | Yougoslavie                       | Italie                             |              |
| 1991  | Yougoslavie                            | Turquie                                | Italie                        | Yougoslavie                      | France                            | Italie                             |              |
| 1993  | Olivier Marmurek Patrick Chila         | Croatie                                | Italie                        | Italie                           | Croatie                           | France                             |              |
| 1997  | Christophe Legout Patrick Chila        | Slobodan Grujic Aleksandar Karakasevic | Damir Atikovic Zoran Primorac | Croatie                          | Italie                            | Yougoslavie                        |              |
| 2001  | Slobodan Grujic Aleksandar Karakasevic | Daniel Torres Alfredo Carneros         | Damien Eloi Dorian Quentel    | Gordana Plavsic Biljana Golic    | Petra Dermastja Helena Hala       | Cornelia Vaida Sandra Paovic       |              |
| 2005  | Slobodan Grujic Aleksandar Karakašević | Zhiwen He Carlos Machado               | Bojan Tokic Sasa Ignjatovic   | Silvija Erdelji Anamaria Erdelji | Carole Gründisch Laurie Phai Pang | Laura Negrisoli Nikoleta Stefanova |              |
| 2009  | Emmanuel Lebesson Adrien Mattenet      | Roko Tošić Andrej Gaćina               | Serbie                        | Italie                           | Carole Gründisch Li Xue           | Espagne                            |              |

|       | Double mixte                     | Double mixte | Double mixte |
| Année | Or                               | Argent       | Bronze       |
| ----- | -------------------------------- | ------------ | ------------ |
| 1979  | Jacques Secrétin Claude Bergeret | Yougoslavie  | Yougoslavie  |
| 1987  | Yougoslavie                      | Yougoslavie  | Yougoslavie  |

### Par équipe
| Année | Par équipe messieurs                               | Par équipe messieurs                                           | Par équipe messieurs                                         |                                                       | Par équipe dames                                             | Par équipe dames                                             | Par équipe dames |
| Année | Or                                                 | Argent                                                         | Bronze                                                       | Or                                                    | Argent                                                       | Bronze                                                       |                  |
| ----- | -------------------------------------------------- | -------------------------------------------------------------- | ------------------------------------------------------------ | ----------------------------------------------------- | ------------------------------------------------------------ | ------------------------------------------------------------ | ---------------- |
| 1979  | Yougoslavie                                        | France                                                         | Turquie                                                      | France- Claude Bergeret                               | Yougoslavie                                                  | Grèce                                                        |                  |
| 2013  | Turquie- Bora Vang - Ahmet Li - Gencay Menge       | Italie- Mihai Bobocica - Marco Rech Daldosso - Niagol Stoyanov | Espagne- He Zhiwen - Carlos Machado                          | Espagne- Sara Ramírez - Shen Yanfei                   | France- Xue Li - Fang Xian Yi                                | Égypte- Nadeen El-Dawlatly - Farah Hassan - Dina Meshref     |                  |
| 2018  | Slovénie- Darko Jorgić - Deni Kožul - Bojan Tokič  | France- Alexandre Robinot - Joé Seyfried - Léo De Nodrest      | Portugal- André Silva - Diogo Carvalho - Diogo Chen          | Espagne- María Xiao - Galia Dvorak - Sofia Xuan Zhang | Turquie- Sibel Altinkaya - Ozge Yilmaz - Gulpembe Ozkaya     | France- Stéphanie Loeuillette - Audrey Zarif - Laura Gasnier |                  |
| 2022  | Slovénie- Darko Jorgić - Deni Kožul - Peter Hribar | Portugal- João Geraldo - João Monteiro - Diogo Chen            | Grèce- Ioánnis Sgourópoulos - Konstantinos Konstantinopoulos | Égypte- Mariam Alhodaby - Dina Meshref - Hana Goda    | Italie- Giorgia Piccolin - Nikoleta Stefanova - Nicole Arlia | Portugal- Jieni Shao - Matilde Pinto - Inês Matos            |                  |

## Tableau des médailles
Le tableau ci-dessous présente le bilan, par nations, des médailles obtenues en tennis de table lors des Jeux méditerranéens, de 1979 à 2022. Le rang est obtenu par le décompte des médailles d'or, puis en cas d'ex æquo, des médailles d'argent, puis de bronze.
| Rang | Nation      | Or | Argent | Bronze | Total |
| ---- | ----------- | -- | ------ | ------ | ----- |
| 1    | Yougoslavie | 14 | 8      | 14     | 36    |
| 2    | France      | 11 | 11     | 11     | 33    |
| 3    | Italie      | 5  | 7      | 8      | 20    |
| 4    | Croatie     | 3  | 8      | 3      | 14    |
| 5    | Espagne     | 3  | 4      | 7      | 14    |
| 6    | Turquie     | 3  | 3      | 3      | 9     |
| 7    | Slovénie    | 3  | 2      | 1      | 6     |
| 8    | Égypte      | 3  | 1      | 1      | 5     |
| 9    | Grèce       | 2  | 1      | 4      | 7     |
| 10   | Monaco      | 1  | 1      | 0      | 2     |
| 11   | Portugal    | 0  | 2      | 3      | 5     |
| 12   | Serbie      | 0  | 0      | 1      | 1     |

*La Yougoslavie et la Serbie-et-Monténégro sont comptés ensemble dans ce tableau